# Wil Traval
William "Wil" Traval (Victoria; 9 de julio de 1980) es un actor australiano, más conocido por haber interpretado a Jack Quade en el drama australiano All Saints.

## Biografía
Wil Traval es hijo de Raya Traval, y nació en una granja de fresas cerca de Colac, en el estado australiano de Victoria. Asistió a la escuela Colac Technical School y se graduó de la secundaria a los 16 años. Estudió medios de comunicación y literatura en la universidad La Trobe y más tarde entró en la prestigiosa escuela National Institute of Dramatic Art "NIDA".
Antes de convertirse en actor Wil trabajó como camarero, cocinero y asistente personal. Su pasión por la actuación inició en la secundaria cuando él y sus amigos comenzaron a hacer cortometrajes, ganó numerosos premios en cinematografía y dirección en varios festivales de películas.  
Es muy buen amigo de la actriz Jolene Anderson y del ahora fallecido actor Mark Priestley con quienes compartió créditos en la serie All Saints.
En 2010 salió con la actriz y modelo australiana Teresa Livingstone.

## Carrera
En 2003 interpretó al alguacil Tom Saunders en la segunda temporada de la serie policíaca White Collar Blue.
En 2004 apareció como invitado en la aclamada serie australiana Mcleod's Daughters y en la miniserie Jessica.
En 2004 se unió al elenco de la popular serie australiana médica All Saints donde dio vida al doctor Jack Quade hasta 2008.
En 2009 se unió al elenco recurrente de la serie Rescue Special Ops donde interpretó a Hamish McIntyre, hasta el final de la serie en 2011.
En 2010 se unió al elenco de la serie Underbelly: The Golden Mile donde interpretó al policía Joe Dooley.
En 2011 apareció en la serie Leverage donde interpretó a Craig Mattingly.
En 2012 se unió al elenco de la película dramática Five Thirteen donde interpretó a Richard. También apareció como invitado en las series norteamericanas The Glades donde dio vida a Neil Gannon, en Dexter donde interpretó a Tony Rush y en la serie británica The Inbetweeners.
En 2013 Wil se unió a la nueva serie norteamericana Red Widow donde interpretó al descarado, encantador e impulsivo Irwin Petrova, el hermano de Marta Petrova-Walraven (Radha Mitchell) y Katerina "Kat" Petrova-Crum (Jaime Ray Newman) e hijo de Andrei Petrova (Rade Serbedzija) Elena "Lena" Petrova (Natalija Nogulich) que forma parte de los gánster de su familia, hasta el final de la serie ese mismo año, luego de finalizar la primera temporada.
Ese mismo año apareció como invitado en un episodio de la popular serie norteamericana Once Upon a Time donde interpretó al Sheriff de Nottingham, cuya contraparte era un joven llamado Keith. Wil volvió a interpretar a Keith durante el episodio "Heart of Gold" en 2015.
A finales de febrero de 2015 se anunció que Wil se había unido al elenco recurrente de la nueva serie A.K.A. Jessica Jones donde dará al detective Will Simpson, un oficial de la policía que se toma el lema “proteger y servir” muy seriamente.
En 2016 apareció como invitado en la serie Arrow donde interpretó al guardaespaldas Christopher Chance / Human Target durante el episodio "Human Target".

## Filmografía

### Series de televisión
| Año         | Serie                          | Personaje                         | Notas                                |
| ----------- | ------------------------------ | --------------------------------- | ------------------------------------ |
| 2020        | Messiah                        | Will Mathers                      |                                      |
| 2020        | Dynasty                        | Padre Caleb Collins               | 4 episodios                          |
| 2017        | Grimm                          | Zerstörer                         | 2 episodios                          |
| 2015 , 2018 | Jessica Jones                  | Det. Will Simpson                 | 10 episodios - (personaje principal) |
| 2016 , 2018 | Arrow                          | Christopher Chance / Human Target | 2 episodios                          |
| 2013—2015   | Once Upon a Time               | Keith, Sheriff de Nottingham      | 3 episodios                          |
| 2015        | CSI: Crime Scene Investigation | Carlo Derosa                      | episodio "The Last Ride"             |
| 2013        | Rizzoli & Isles                | Jim Blackman                      | episodio "Somebody's Watching Me"    |
| 2013        | Red Widow                      | Irwin Petrova                     | 8 episodios                          |
| 2012        | The Inbetweeners               | Jonno                             | 2 episodios                          |
| 2012        | Dexter                         | Tony Rush                         | episodio "Sunshine and Frosty Swirl" |
| 2012        | The Glades                     | Neil Gannon                       | episodio "Islandia"                  |
| 2011        | Leverage                       | Craig Mattingly                   | episodio "The Girls' Night Out Job"  |
| 2009 - 2011 | Rescue Special Ops             | Hamish McIntyre                   | 8 episodios                          |
| 2010        | Underbelly: The Golden Mile    | Det. Joe Dooley                   | 13 episodios                         |
| 2004 - 2008 | All Saints                     | Dr. Jack Quade                    | 135 episodios                        |
| 2004        | Mcleod's Daughters             | Dylan Abbott                      | episodio "Fool for Love"             |
| 2003        | White Collar Blue              | Oficial Tom Saunders              | 3 episodios                          |

### Películas
| Año  | Título        | Personaje    | Notas                                                           |
| ---- | ------------- | ------------ | --------------------------------------------------------------- |
| 2013 | Five Thirteen | Richard      | junto a Tom Sizemore, Taryn Manning, Steven Bauer y Danny Trejo |
| 2009 | Primal        | Dace         | junto a Zoe Tuckwell-Smith, Krew Boylan y Lindsay Farris        |
| 2004 | Jessica       | Billy Simple | junto a Sam Neill, Tony Martin, Oliver Ackland y John Howard    |

### Apariciones
| Año  | Programa | Notas                      |
| ---- | -------- | -------------------------- |
| 2006 | Telethon | episodio del 21 de octubre |

## Premios y nominaciones
| Año  | Categoría                    | Premio      | Serie      | Resultado |
| ---- | ---------------------------- | ----------- | ---------- | --------- |
| 2005 | Most Popular New Male Talent | Logie Award | All Saints | Nominado  |